# تیم دوچرخه‌سواری اگریتوبل
تیم دوچرخه‌سواری اگریتوبل (فرانسوی: Agritubel‎) یک تیم دوچرخه‌سواری در فرانسه است.
این تیم در سال ۲۰۰۵ تأسیس و در سال ۲۰۰۹ منحل شده‌است. تیم اگریتوبل از سال ۲۰۰۶ تا ۲۰۰۹ در مسابقات تور دو فرانس شرکت کرده‌است.